# ケーラートレモロシステム

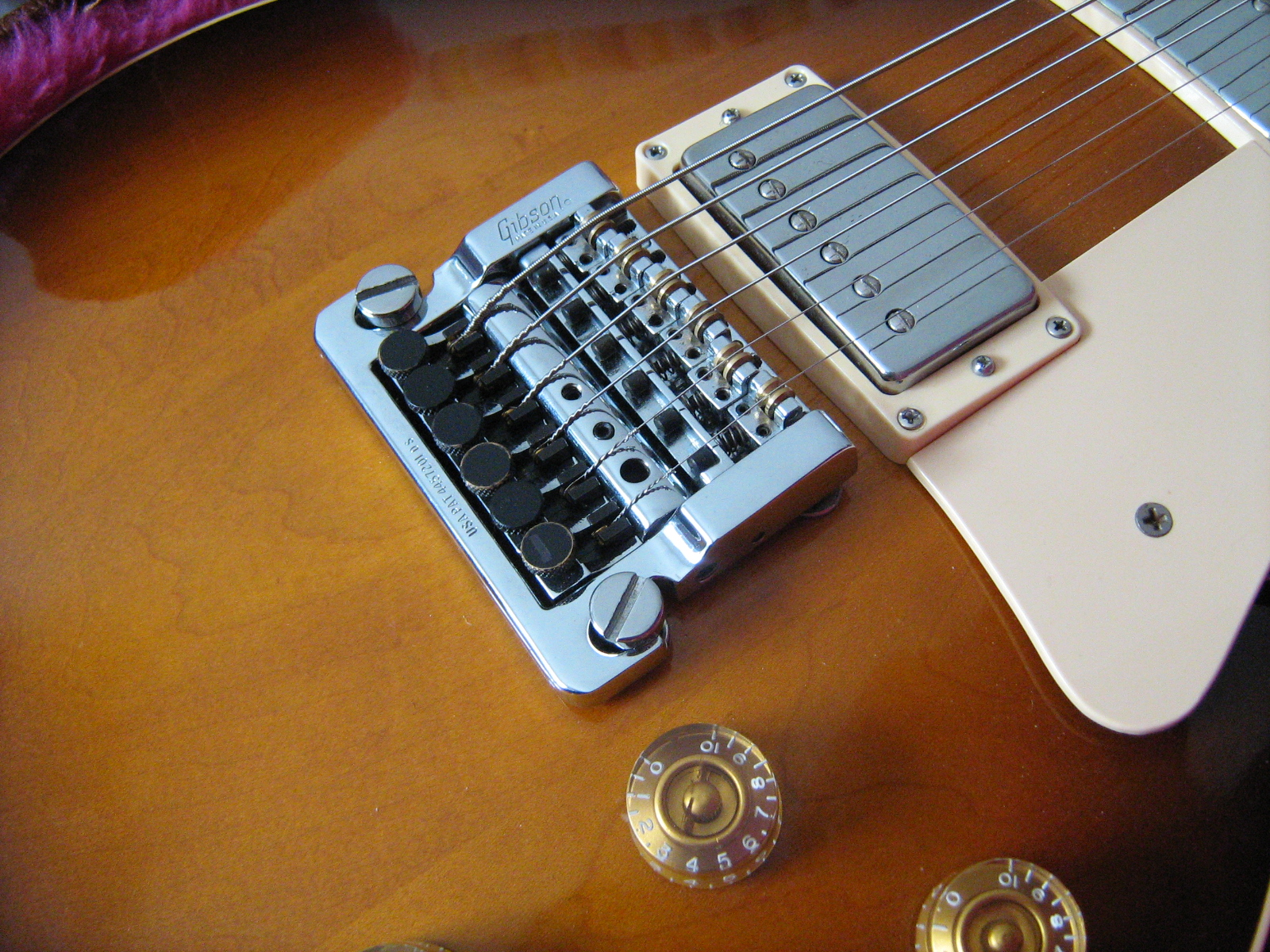
'87 ギブソン レスポールスタンダードのケーラートレモロシステム

ケーラートレモロシステム（英語：Kahler Tremolo System）は、 カム操作のビブラート・ユニットを備えたエレキギターブリッジである。
オリジナルのフラットマウントモデルとスタッドマウントモデルは、デイヴ・ストーリー（Dave Storey）によって発明・特許取得され、後にゲイリー・ケーラー（Gary Kahler）率いるケーラー・カンパニーにライセンス供与された。1980年代に人気を集めたが、需要低下からケーラー・カンパニーは1990年代に主な事業をゴルフクラブの製造に変更し、ケーラートレモロシステムは一時市場から姿を消した。その後、2005年4月から製造を再開した。

## モデル
カムとサドルの素材には、真鍮やステンレス鋼など、いくつかの種類がある。ステンレス鋼モデルは1985年より販売されている。また、アルミニウム製のカム、も2004年に発表され、2005年に発売された。現在販売されているOEMモデルである「2310」は、アルミニウムカムを使用する唯一のモデルである。ローラーは真鍮製で、スチール製も使用できる。また、バス（低音）トレモロシステムも製造している。2005年の復帰後、ケーラーが発売した最初の2つのブリッジのうち一つは、バストレモロ「2410」であった。 
ギブソン・レスポールなどのアーチトップのギターは、「2300」シリーズのケーラートレモロを適切に取り付けることができず、代わりにスタッド付きの「2200」シリーズを用いる必要があった。 
1980年代中頃から1990年代初頭に生産を停止するまでの期間には、フロイド・ローズに似た支点式のトレモロシステムも製造していた。  1980年代後半、「スティーラー・トレモロ」（「2600」シリーズ）は、フロイドローズからケーラーにライセンスされていた。また、「2500」および「2520」（前者はスチール製、後者は真鍮製）は、フェンダーのトレモロシステムの代替として開発され、1980年代にフェンダーのいくつかのギターに搭載された。現在は支点式のトレモロは製造していない。
B.C.リッチの初期の多くのモデルにはケーラートレモロシステムが搭載されていた。また、ジャクソンおよびESPカスタムショップでは、現在カスタムオプションとしてケーラートレモロを用意している。ESPとB.C.リッチは、リーズナブルな価格のジェフ・ハンネマンとケリー・キングシグネチャーモデルにケーラーX-TREMを搭載しているほか、両方ともEMGピックアップを備えたLTD JH-600やB.C. Rich Wartribeなどの中価格帯ギターにケーラー・ハイブリッド・トレモロを用意している。  
ギブソンは、Gibson Shred-X ExplorerやGibson Tribal Explorerなどの限定版ギターにケーラートレモロシステムを搭載した。PeaveyのPXD Void IIIおよびTwenty-Three IIIギターにも、ケーラートレモロが採用されている。左利き専門のギターメーカーであるGaskell Guitarsも、ケーラートレモロを採用している。